# 翻訳研究
翻訳研究（ほんやくけんきゅう、英語：translation studies）は、翻訳という行為の理論・実践・歴史を扱う人文科学の一分野である。翻訳学、翻訳論、トランスレーション・スタディーズとも表記される。通訳研究（interpretation studies）を包括して指す場合もある。 
翻訳研究という分野は、比較的新しい分野であり、一個の独立した分野というよりは学際的な分野でもあるため、分野それ自体の専門家（プロパー）は少ない。言語学、言語哲学、比較文学、文芸評論、記号学、文献学、歴史学、コミュニケーション学、コンピュータ科学など様々の分野の研究者、またはプロの翻訳者や通訳者によって担われる。英語圏やヨーロッパで盛んな分野だが、世界各地で研究されており、日本でも日本語特有の問題とともに研究される。

## 関連文献

### 日本語
- 柳父章（1928-2018）の一連の研究（明治日本の漢訳語彙に関する研究）
- 島田謹二『翻訳文学』至文堂、1951年
- 丸山眞男・加藤周一（校注）『翻訳の思想』日本近代思想大系15、岩波書店、1991年（福沢諭吉や中江兆民の思想）
- 丸山眞男・加藤周一『翻訳と日本の近代』岩波新書、1998年
- 亀井俊介（編）『近代日本の翻訳文化』叢書比較文学比較文化3、中央公論社、1994年
- 川本皓嗣・井上健（編）『翻訳の方法』東京大学出版会、1997年
- 酒井直樹『日本思想という問題 翻訳と主体』岩波書店、1997年
- 芳賀徹（編）『翻訳と日本文化』国際文化交流推進協会、2000年
- 原卓也・西永良成（編）『翻訳百年 外国文学と日本の近代』大修館書店、2000年
- 藤濤文子『翻訳行為と異文化間コミュニケーション 機能主義的翻訳理論の諸相』松籟社、2007年
- 佐藤=ロスベアグ・ナナ（編）『トランスレーション・スタディーズ』みすず書房、2011年
- 鳥飼玖美子（編）『よくわかる翻訳通訳学』ミネルヴァ書房、2013年
- 船山徹『仏典はどう漢訳されたのか スートラが経典になるとき』岩波書店、2013年（仏典漢訳に関して現代の翻訳研究に言及[2]）
- 長沼美香子『訳された近代 文部省『百科全書』の翻訳学』法政大学出版局、2017年
- 佐藤=ロスベアグ・ナナ（編）『学問としての翻訳 『季刊翻訳』『翻訳の世界』とその時代』みすず書房、2020年

### 日本語以外・訳書
- ジョージ・スタイナー（著）亀山健吉（訳）『バベルの後に 言葉と翻訳の諸相』上下、法政大学出版局、1999年（上）/2009年（下）
- ミカエル・ウスティノフ（著）服部 雄一郎 (訳) 『翻訳—その歴史・理論・展望 (文庫クセジュ)』、白水社、2008年
- ジェレミー・マンデイ（著）鳥飼玖美子（監訳）『翻訳学入門』みすず書房、2009年
- アンソニー・ピム(Anthony Pym)（著）武田珂代子 (訳) 『翻訳理論の探求』みすず書房、2010年
- カタリーナ・ライス(Katharina Reiss)、ハンス・ヨーゼフ・フェアメーア(Hans Vermeer)（著）藤濤文子（監訳）『スコポス理論とテクストタイプ別翻訳理論』晃洋書房、2019年
- マシュー・レイノルズ（著）秋草俊一郎 (訳) 『翻訳 訳すことのストラテジー』白水社、2019年、ISBN 978-4560096857
- Baker, Mona ed., Routledge Encyclopedia of Translation Studies, New York & London: Routledge, 2001.
  - モナ・ベイカー、ガブリエラ・サルダーニャ（編）藤濤文子（監訳）『翻訳研究のキーワード』研究社、2013年
- Bassnett, Susan, Translation Studies, Routledge, 1980; revised 1991; 2002.
- Gentzler, Edwin, Contemporary Translation Theories, 2nd Revised Edition, Multilingual Matters, 2001.
- Venuti, Lawrence ed., Rethinking Translation: Discourse, Subjectivity, Ideology, Routledge, 1992.
- Venuti, Lawrence, The Translator's Invisibility: a History of Translation, London & New York: Routledge, 1995.
- Meschonnic, Henri, Poétique du traduir, Lagrasse: Verdier, 1999.
- Meschonnic, Henri, Éthique et politique du traduire, Lagrasse: Verdier, 2007.
- Berman, Antoine, L'épreuve de l'étranger, Paris: Gallimard, 1984.

## 主なトピック
- 異文化コミュニケーション
- グローバリゼーション - 移民
- 外国語教育
- 少数言語
- 通訳
- 解釈 - 解釈学
- 直訳と意訳
- 動的等価と形式等価
- 機械翻訳 - 自然言語処理
- 漢訳 - 漢字文化圏 - 和製漢語
- ターミノロジー
- 借用語 - 翻訳借用
- 翻案 - ローカライゼーション
- 語用論
- 聖書翻訳
- スコポス理論（英語版） - 機能主義
- 文化翻訳（英語版）
- 世界文学